# Bourgoin-Jallieu
Bourgoin-Jallieu é uma comuna da França, situado no departamento de Isère, na região de Auvérnia-Ródano-Alpes.